# Upton (Kentucky)
Upton és una població dels Estats Units a l'estat de Kentucky. Segons el cens del 2000 tenia 654 habitants.

## Demografia
Segons el cens del 2000, Upton tenia 654 habitants, 283 habitatges, i 189 famílies. La densitat de població era de 162,9 habitants/km².
Dels 283 habitatges en un 24,7% hi vivien nens de menys de 18 anys, en un 55,1% hi vivien parelles casades, en un 8,8% dones solteres, i en un 32,9% no eren unitats familiars. En el 30,4% dels habitatges hi vivien persones soles el 16,3% de les quals corresponia a persones de 65 anys o més que vivien soles. El nombre mitjà de persones vivint en cada habitatge era de 2,31 i el nombre mitjà de persones que vivien en cada família era de 2,86.
Per edats la població es repartia de la següent manera: un 22% tenia menys de 18 anys, un 8,3% entre 18 i 24, un 27,1% entre 25 i 44, un 24% de 45 a 60 i un 18,7% 65 anys o més.
L'edat mediana era de 41 anys. Per cada 100 dones de 18 o més anys hi havia 88,2 homes.
La renda mediana per habitatge era de 26.250 $ i la renda mediana per família de 31.477 $. Els homes tenien una renda mediana de 26.111 $ mentre que les dones 19.375 $. La renda per capita de la població era de 13.886 $. Entorn del 8,3% de les famílies i el 14,2% de la població estaven per davall del llindar de pobresa.

## Poblacions més properes
El següent diagrama mostra les poblacions més properes.